# 鍛冶町 (八戸市)
鍛冶町（かじちょう）は、青森県八戸市の地名。

## 地理
八戸市の中央部に位置し、北に大工町・鷹匠小路、東に類家、南に糠塚、西に山伏小路・鳥屋部町が面している。地区の面積は27166平方メートル。八戸市中心市街地の区域、吹上地域に属する。

## 地名の由来
南部八戸の城下によると「鍛冶職の住居にちなむものである」と記されている。

## 歴史

### 沿革
- 1872年（明治5年）町村役人廃止により大区小区制による地方行政制度に改められる[7]。鍛冶丁とされ、九大区二小区の42村の一つに含まれた[8]。
- 1889年（明治22年）4月1日 - 町村制施行。鍛冶丁は三戸郡八戸町に属する。
- 1929年（昭和4年） 市制施行に伴い、鍛冶町は八戸市に属する[9]。

## 世帯数と人口
| 字                  | 世帯数 | 人口  |
| 大字鍛冶町 (八戸市) | 89世帯 | 143人 |
| 合計                | 89世帯 | 143人 |